# Creedmoor Rifle Range
Creedmoor Rifle Range ("Campo de Rifle Creedmoor"), é a designação de uma área voltada para a prática de tiro desportivo localizado em Long Island, na área que é conhecida hoje como "Queens Village", no Queens, que funcionou entre 1873 e 1891.

## Histórico

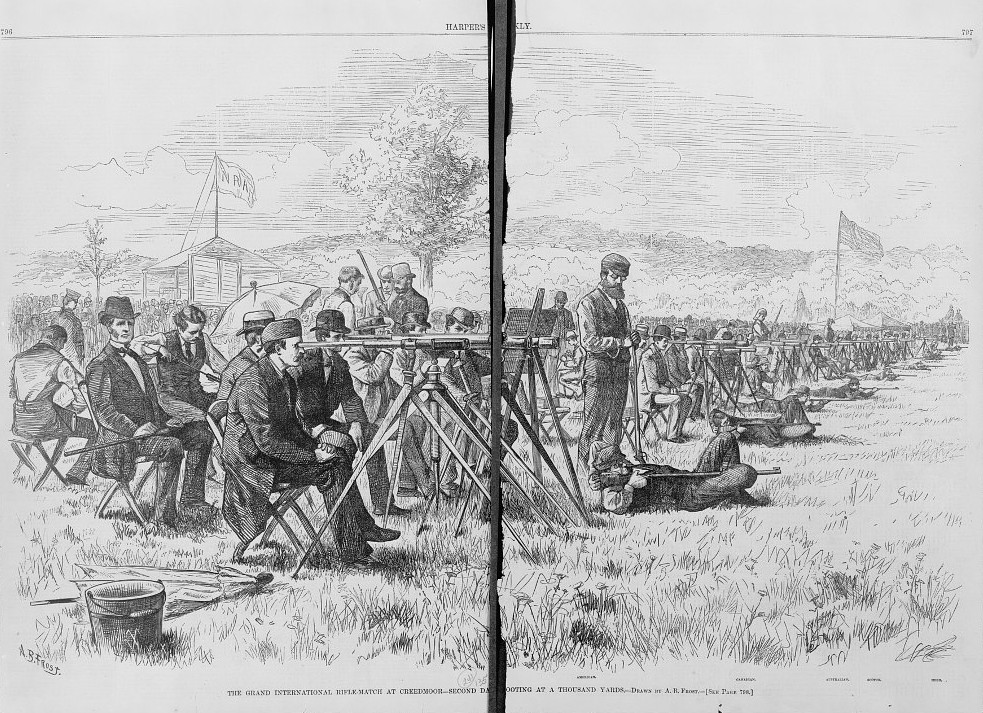
Visão artística do "Grande Torneio Internacional de Rifle" realizado no Creedmoor Rifle Range (1876).

Até 1871, a área era uma fazenda da família Creed. A fazenda Creed surgiu como uma pequena casa que combinava a arquitetura colonial holandesa tradicional, como um beiral curvado e uma ampla saliência no telhado, com elementos ingleses, incluindo uma chaminé no centro da casa. Em agosto de 1871, Conrad Poppenhusen (1818-1883), o investidor por trás da Ferrovia Central de Long Island, comprou o direito de passagem da ferrovia por todo o lado norte da Braddock Avenue, incluindo a fazenda da família Creed.
Poppenhusen ofereceu o restante da fazenda à National Rifle Association of America (NRA) como um campo de tiro para a Guarda Nacional do Estado de Nova Iorque. Com o apoio da a Assembléia Legislativa de Nova Iorque, a recém-formada National Rifle Association, comprou a área de 70 acres, que foi rebatizada como Creedmoor Rifle Range, em homenagem à família Creed.
O Creedmoor Rifle Range foi inaugurado oficialmente em 21 de junho de 1873. A Ferrovia Central de Long Island estabeleceu uma estação ferroviária nas proximidades, com trens partindo de "Hunter's Point", com serviço de barco de conexão para a "34th Street" e o "East River", permitindo o acesso a partir da cidade de Nova Iorque.
Entre as décadas de 1870 e 1890, o campo Creedmoor sediou um grande número de competições de tiro. Muitas ruas próximas têm nomes relacionados à associação, incluindo o Winchester Boulevard, além das ruas: Range, Musket, Pistol e Saber.
As competições internacionais, organizadas pela NRA, eram realizadas anualmente até 1891, após o que, um declínio no interesse e apoio os levou a se transferirem para o "National Guard Camp", em Sea Girt, Nova Jérsei, sob os auspícios da "New Jersey State Rifle Association". 
O campo Creedmoor voltou ao estado de Nova Iorque em 1907. Em 1912, a área foi utilizada como uma "colônia agrícola" para muitos dos pacientes do Centro Psiquiátrico do Brooklyn. Um empreendimento de sucesso, as instalações foram ampliadas e eventualmente se tornaram uma entidade separada do centro do Brooklyn. Em 1934, o hospital cresceu para incluir 70 edifícios e era conhecido como Creedmoor Psychiatric Center.